# Goriano Sicoli
Goriano Sicoli község (comune) Olaszország Abruzzo régiójában, L’Aquila megyében.

## Fekvése
A megye központi részén fekszik. Határai: Castel di Ieri, Cocullo, Prezza és Raiano.

## Története
A település alapítására vonatkozóan nincsenek pontos adatok. Első írásos említése a Catalogus baronumból származik, bár a régészeti leletek tanúsága szerint már az ókorban lakott vidék volt. A következő századokban nemesi birtok volt. Önállóságát a 19. század elején nyerte el, amikor a Nápolyi Királyságban felszámolták a feudalizmust.

## Népessége
A népesség számának alakulása:

## Főbb látnivalói
- Santa Gemma-templom
- Santa Maria Nuova-templom